# Claudia Rodríguez de Guevara
Claudia Rodríguez de Guevara (ur. 1980 lub 1981) – salwadorska polityk, pełniąca obowiązki głowy państwa od 1 grudnia 2023.

## Życiorys
Posiada licencjat z administracji biznesu. Zarządzała finansami miast Nuevo Cuscatlán (2012–2015) i San Salvador (2015–2018), w okresie gdy Nayib Bukele był ich burmistrzem. Pełniła również funkcję zarządcy finansowego urzędu prezydenckiego podczas prezydentury Bukele.
1 grudnia 2023, gdy prezydent Bukele zgłosił swą chęć ustąpienia ze stanowiska głowy państwa w celu skupienia się na kampanii wyborczej przed wyborami prezydenckimi w 2024, została zatwierdzona przez parlament jako tymczasowa głowa państwa na okres sześciu miesięcy, stosunkiem głosów 67:11. Pozostaje osobą praktycznie nieznaną salwadorskiemu społeczeństwu.
Funkcję tymczasowej głowy państwa pełniła do zaprzysiężenia Nayiba Armando Bukele Ortez na drugą kadencję 1 czerwca 2024.